# Gálosfa
Gálosfa is een plaats (község) en gemeente in het Hongaarse comitaat Somogy. Gálosfa telt 309 inwoners (2001).

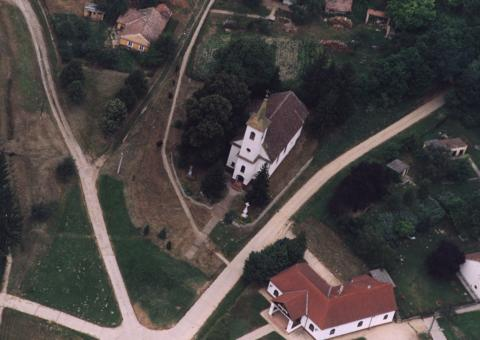
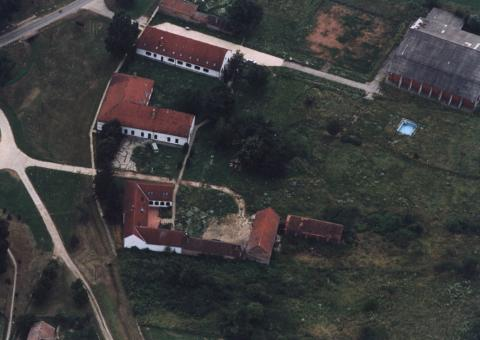